# Circonscription d'Aleta Wondo
La circonscription d'Aleta Wondo est une des 121 circonscriptions législatives de l'État fédéré des nations, nationalités et peuples du Sud, elle se situe dans la Zone Sidama. Son représentant actuel est Shamena Oromo Oto.